# Hipocretina
La hipocretina, també coneguda com a orexina, és una hormona neuronal polipeptídica que es troba a les neurones de l'hipotàlem posterior i que està formada per trenta aminoàcids. La hipocretina s'encarrega de regular el metabolisme energètic, els períodes dia i nit de les persones (la son) i estimulen la gana.
Sembla que aquesta hormona està implicada en l'insomni (quantitat massa gran d'hipocretina), la narcolèpsia (manca d'hipocretina), la malaltia d'Alzheimer i en les ganes de fumar i de beure alcohol en els casos d'addicció. Recentment se l'ha associat amb els mecanismes de recompensa, ja que està comprovat que una activitat anormalment elevada de les hipocretines condueix a estats d'ansietat que poden fer recaure al consum de substàncies addictives.
Probablement la hipocretina està estimulada per la manca de sucre (hipoglucèmia) i la grelina (secretada per l'estòmag quan "sap" que vindrà un àpat) mentre que s'inhibeix amb la glucosa i, a llarg termini, la leptina (produïda per les cèl·lules adiposes, perquè les persones grasses mengin menys).